# 新羅西斯凱 (赫爾松州)
46°6′50″N 32°37′53″E / 46.11389°N 32.63139°E

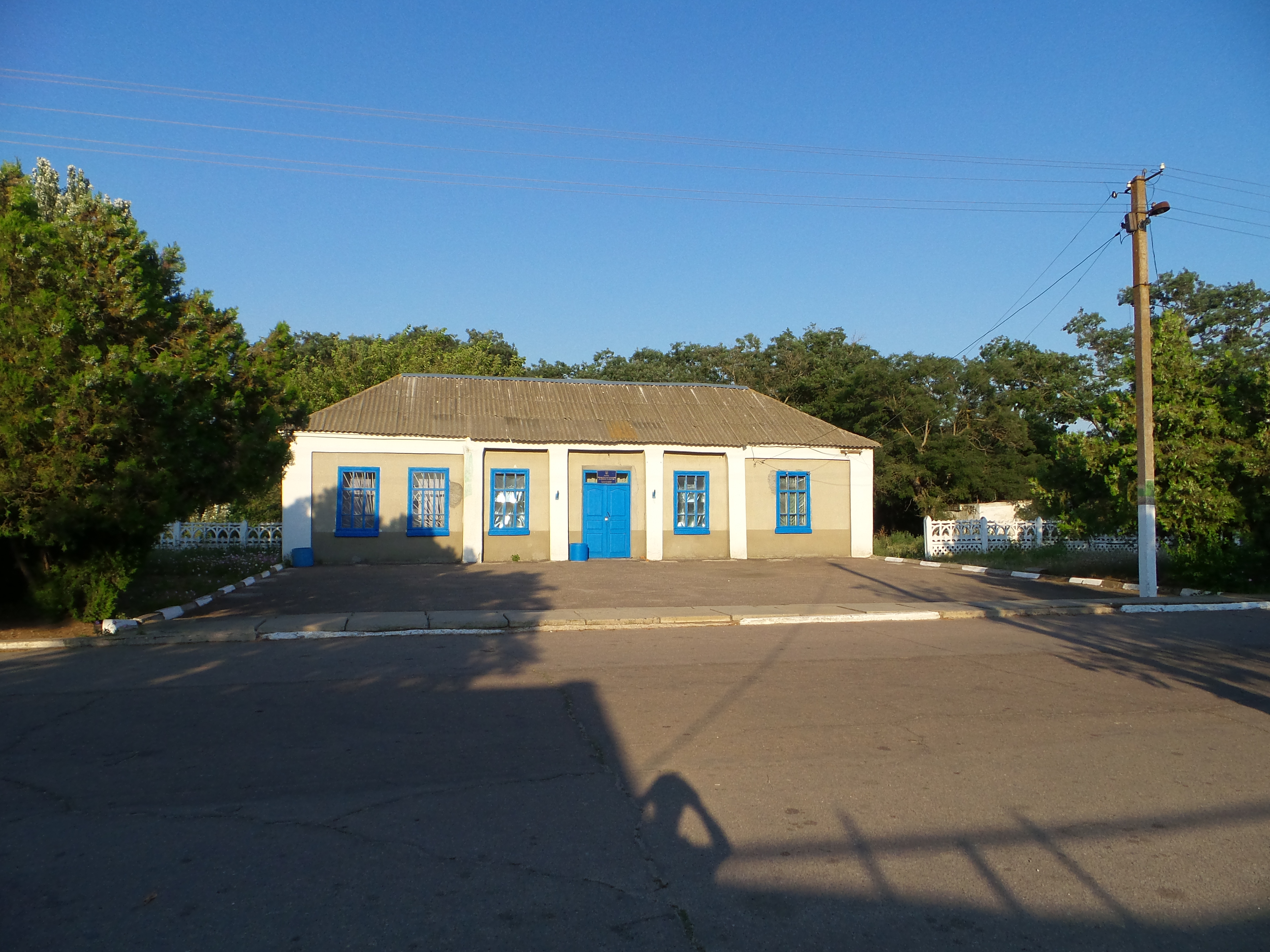
文化宫

夏布雷（烏克蘭語：Сябри），2024年9月前名为新羅西斯凯（烏克蘭語：Новоросійське），是位於烏克蘭南部的村莊，由赫爾松州斯卡多夫斯克區的拉祖爾內市鎮負責管轄。該村始建於1929年，面積1.52平方公里，海拔高度5米，2001年人口737，人口密度每平方公里485.8人。
2024年9月19日，乌克兰最高拉达将此村的名字改为夏布里。